# Wereldkampioenschappen judo 1967
De Wereldkampioenschappen judo 1967 was de 5de editie van de Wereldkampioenschappen judo, en werd gehouden in Salt Lake City, Verenigde Staten van 9 augustus 1967 tot en met 11 augustus 1967

## Medaillewinnaars

### Mannen
| Gewichtsklasse | Goud              | Zilver           | Brons                             |
| -------------- | ----------------- | ---------------- | --------------------------------- |
| -63 kg         | Takafumi Shigeoka | Hirofumi Matsuda | Byung Sik Kim Sergei Susulin      |
| -70 kg         | Hiroshi Minatoya  | Keil Soon Park   | Takehide Nakatani Chung Sam Park  |
| -80 kg         | Eiji Maruki       | Martin Poglajen  | Shinichi Enshu Brian Jacks        |
| -93 kg         | Nobuyuki Sato     | Osamu Sato       | Ernst Eugster Peter Hermann       |
| +93 kg         | Wim Ruska         | Nobuyuki Maejima | Ansor Kiknadse Takeshi Matsuzuka  |
| Open           | Mitsuo Matsunaga  | Klaus Glahn      | Peter Hermann Masatoshi Shinomaki |

## Medaillespiegel
| Plaats | Land                | Goud | Zilver | Brons | Totaal |
| 1      | Japan               | 5    | 3      | 4     | 12     |
| 2      | Nederland           | 1    | 1      | 1     | 3      |
| 3      | West-Duitsland      | 0    | 1      | 2     | 3      |
| 3      | Zuid-Korea          | 0    | 1      | 2     | 3      |
| 5      | Sovjet-Unie         | 0    | 0      | 2     | 2      |
| 6      | Verenigd Koninkrijk | 0    | 0      | 1     | 1      |
| Totaal | Totaal              | 6    | 6      | 12    | 24     |